# پی کژدم

پی کژدم یک ستاره است که سیستمی سه گانه دارد و در بخش جنوبی صورت فلکی عقرب قرار گرفته است.با اندازه تقریبی 2.9 به راحتی با چشم غیرمسلح دیده میشود.اندازه گیری اختلاف منظر فاصله تخمینی این ستاره تا خورشید را 590 سال نوری(180 پارسک)نشان میدهد.این ستاره از یک جفت باینری تشکیل شده است و یک همراه سوم دورتری نیز دارد.
دوجز AB.A و Pi Scorpii A(به طور رسمی Fang نام گذاری شده اند)و AB طراحی شده است.
نام گذاری π Scorpii به لاتین (Pi scorpii) نام سیستم (Bayar) است. برای نام گذاری سه مواد تشکیل دهنده پی کژدم A  و B 
و پی کژدم Aa و Ab از روشی استفاده میشود که توسط فهرست بندی تعدد واشنگتن (WMC) برای سیستم های چند ستاره ای استفاده شده و توسط اتحادیه نجوم (IAU) به کار رفته است. در زبان چینی (Fáng Xiù) به معنای اولین ستاره اتاق است.در سال 2016 اتحادیه‌ی بین‌المللی اخترشناسی (IAU) گروه کاری (WGSN) را تشکیل داد که هدفشان فهرست بندی و استاندارد سازی نام های مناسب ستارگان هست.
گروه WGSN تصمیم گرفت بجای کل سیستم های متعدد، نام های خاص را به تک تک ستاره ها نسبت بدهد. نام Fang در تاریخ 30 ژوئن 2017 تصویب شد و اکنون در لیست نام های ستاره ای مورد تایید IAU موجود است.
خواص در واقع Pi Scorpii دارای دوماده تشکیل دهنده (A و B) بود که تا سال 1899 ناشناخته مانده بود!زمانی که توسط ستاره شناس آمریکایی ادوارد چارلز پیکرینگ اعلام شد دوسال بعد یک دوره مداری  1.571 روزه توسط ستاره شناس آمریکایی سولون ایروینگ بیلی پیدا شد اما در سال 1927  مدار دقیق باینری طیف سنجی توسط ستاره شناس روسی اتو استرووو و  کریستین تی الوی اخترفیزیکدان آمریکایی تعیین شد.